# Plac Konstytucji 3 Maja w Bartoszycach

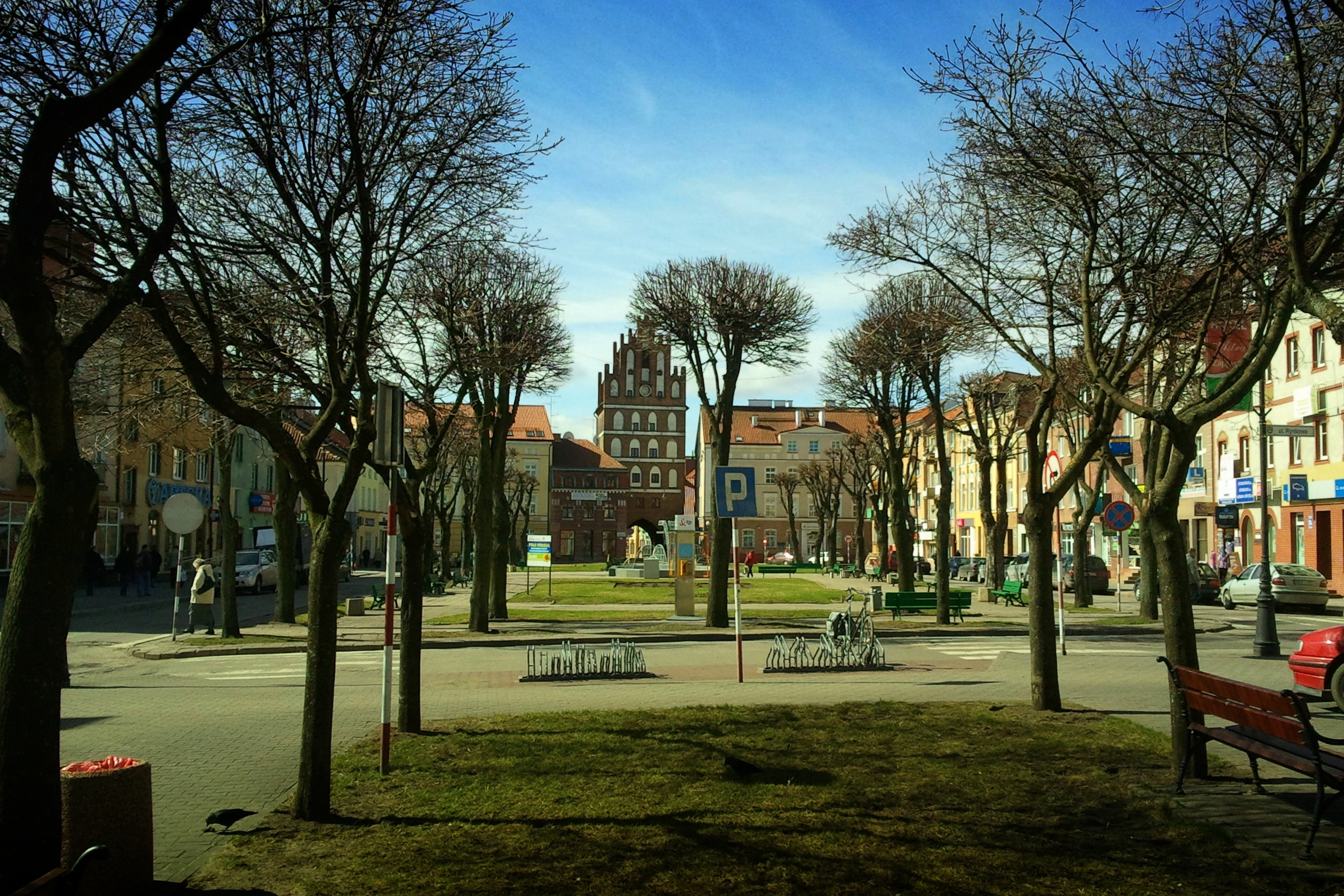
Widok placu i Bramy Lidzbarskiej

Plac Konstytucji 3 Maja – centralny plac Bartoszyc, będący rynkiem miejskim o długości 250 m.

## Historia
Plac o długości 250 m. porośnięty drzewami i krzewami powstał w miejscu zajmowanym dawniej przez historyczny rynek i zabudowę śródmiejską zniszczoną podczas pożarów w 1850 i 1945 roku. Poza jedynym powojennym blokiem z wielkiej płyty, który zasłania widok na kościół farny św. Jana Ewangelisty i Matki Boskiej Częstochowskiej zabudowę tworzą kamieniczki o wysokości trzech kondygnacji. Część z nich posiada neoklasycystyczne fasady, pozostałe bezstylowe. Południową pierzeję zamyka Brama Lidzbarska.